# The Runaway (1961)
The Runaway is een Amerikaanse zwart-wit dramafilm uit 1961 onder regie van Claudio Guzmán met in de hoofdrollen Cesar Romero en Roger Mobley.

## Verhaal
Een Mexicaans jongetje (Roger Mobley) loopt weg van een weeshuis in Californië om zijn vader in Mexico te zoeken. Onderweg neemt hij een hondje mee uit een kennel waar hij de nacht heeft doorgebracht en ontmoet een priester (Cesar Romero) die besluit de jongen te helpen zijn vader te vinden.

## Rolverdeling
| Acteur         | Personage                       |
| -------------- | ------------------------------- |
| Cesar Romero   | Father Dugan                    |
| Roger Mobley   | Felipe Roberto                  |
| Anita Page     | Nun                             |
| Lewis Martin   | Captain Dawn - U.S. Customs     |
| Chick Chandler | Joe Sullivan - Customs Officer  |
| Nacho Galindo  | Max Fernandez - Customs Officer |
| Alex Montoya   | Salazar                         |